# 威廉·惠靈頓·科利特
威廉·惠靈頓·科利特（英語：William Wellington Corlett；1842年4月10日—1890年7月22日），是一位美國共和黨的政治人物，曾在1877年至1879年擔任懷俄明領地眾議院議會代表。

## 早年生活
科利特生於俄亥俄州協和，長大後入讀區域學校，並在1861年從威洛比（俄亥俄州）大學學院畢業。

## 南北戰爭服役
當內戰爆發時，他在1862年加入北軍，於第28俄亥俄州步兵團及第87俄亥俄州步兵團（三個月短期團）服役。他和整個團於1862年9月15日的哈珀斯費里戰役被俘虜。

## 戰後
戰後，他假釋並回到俄亥俄州柯克蘭和佩恩斯維爾教的學校任教；又再次到第25俄亥俄州砲兵連當兵。後來，他配屬至第3愛荷華州砲兵連裡服役，並在1865年退伍回去俄亥俄州。
科利特在退役後進入密歇根大學法學院，並在1866年7月於聯邦法學院畢業。同年，他晉身律師行列，並成為在克利夫蘭幾個商業學院的講師與州立大學法學院的教授。
1867年8月20日，他在懷俄明州夏延定居及實踐其法律事業。兩年後，他嘗試以共和黨黨員身份競逐第四十一屆聯邦國會懷俄明領地議會代表，但最後失敗。後來他曾分別於1870年擔任夏延的郵政局長；1871年擔任懷俄明領地參議院議員；以及於1872年至1876年出任拉勒米縣的檢控官。
1877年，科利特成功當選為第四十五屆聯邦國會領地代表，任期自1877年3月4日至1879年3月3日，惟於1878年不獲提名。自此之後，他恢復律師身份，並1879年被任命懷俄明領地首席大法官及於1880年至1882年的領地議會成員。
1890年7月22日，科利特在夏延去世，安葬在湖景公墓。